# بار
بار(Bar) وحده قياس للضغط لا تتبع النظام الدولي للوحدات. وتساوي تقريباً مقدار 1 ضغط جوي عادي عند سطح البحر. وتساوي 100 كيلوباسكال.
- ويجزء البار إلى 1000 مللي بار. (1 بار = 1000 مللي بار).